# Agias de Farsala

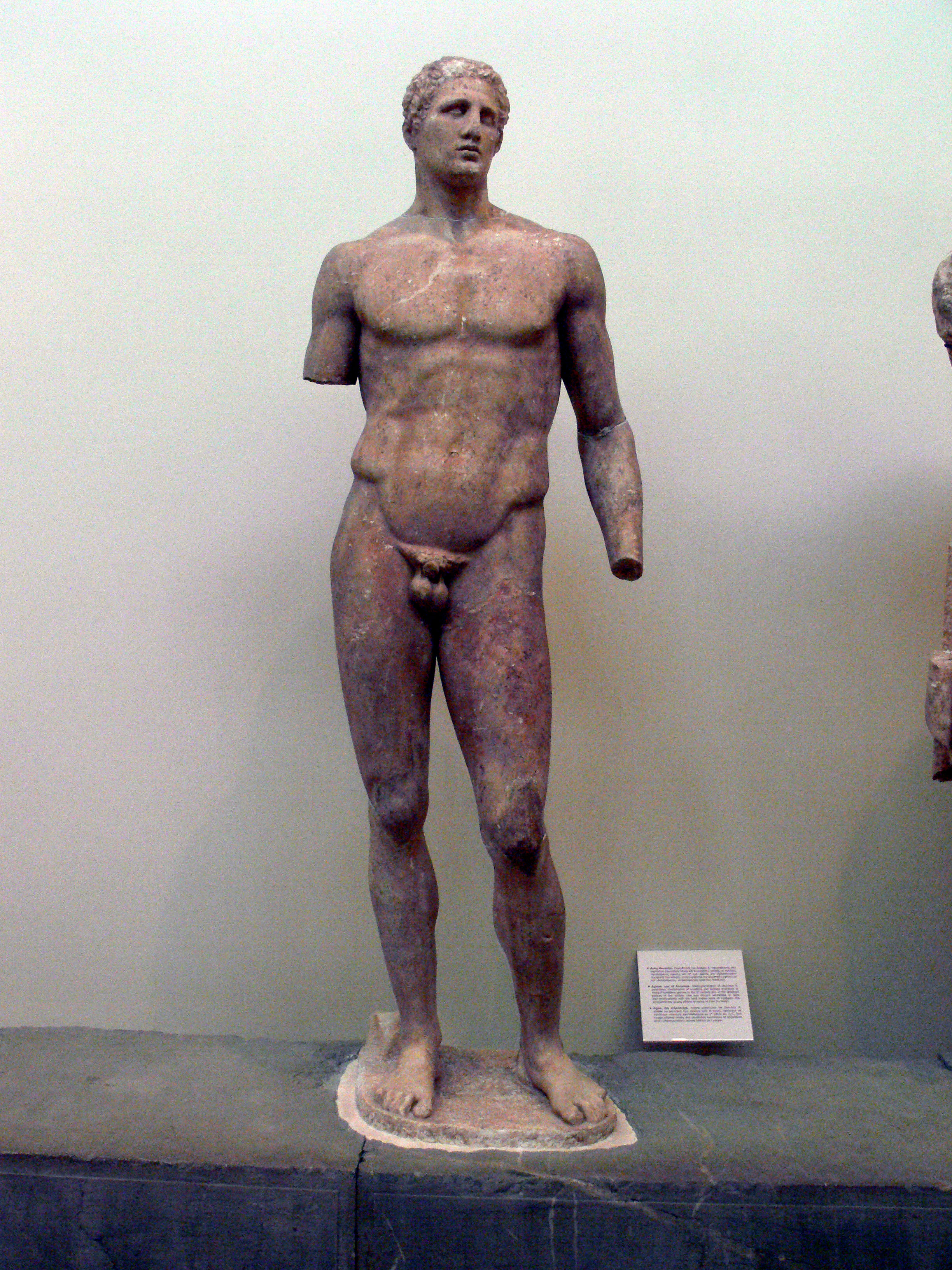
Agias de Farsala. Estatua esculpida por Lisipo.

Agias de Farsala (en griego antiguo: Αγίας ο Φαρσάλιος), fue un vencedor olímpico del siglo V a. C. de Farsala.
Ganó la prueba del pancracio en los 74.º Juegos Olímpicos (484 a. C.), primer pancraciasta en lograr esta hazaña.
Fue periodónice y coronado con una rama de olivo después de ganar el pancracio. Además de su victoria en los Juegos Olímpicos, también obtuvo tres victorias en esta disciplina en los Juegos Píticos y cinco victorias en los Juegos Nemeos y los Juegos Ístmicos. El pancracio se trataba de un combate en el que se permitían todos los agarres, puñetazos, patadas y torsiones de extremidades.
Hijo de Acnonio, era hermano de Telémaco de Farsala quien probablemente ganó la lucha griega en estos mismos juegos. Otro de sus hermanos, Agelao, ganó el estadio infantil en los Juegos Píticos.
El bisnieto de Agia,s Daoco, financió alrededor del 336 - 332 a. C. un grupo estatuario realizado por Lisipo celebrándolos en Delfos. La estatua de la atleta Agias fue descubierta por arqueólogos franceses durante las excavaciones en Delfos en 1894. El grupo délfico tiene una inscripción en verso que permite la identificación de figuras individuales. Curiosamente, esta inscripción délfica es casi idéntica a la inscripción grabada en el pedestal, que fue encontrada y copiada directamente en la tierra natal de Agias en 1811 por dos arqueólogos, el barón alemán Christoph von Stackelberg y el danés Peter Oluf Brøndsted. Este pedestal probablemente formaba parte de un retrato de grupo de príncipes tesalios, encargado al A Lisipo por los ciudadanos de Farsala, y probablemente se dedicaron copias de estas estatuas (alrededor del 337 a. C.) al santuario de Delfos.
Ambas inscripciones fueron examinadas y posteriormente publicadas en 1897 por el epigrafista y arqueólogo alemán Erich Preuner. La inscripción en el pedestal de Agias  enumera tres victorias más de los Juegos Píticos además de los de Delfos. Preuner explicó la diferencia en el número de victorias píticas en las inscripciones diciendo que en su ciudad natal podían permitirse registrar una cifra falsa, pero en el territorio sagrado de Delfos tenían que decir la verdad.